# Zhenlai
Zhenlai är ett härad som lyder under Baichengs stad på prefekturnivå i Jilin-provinsen i nordöstra Kina. Det ligger omkring 260 kilometer nordväst om provinshuvudstaden Changchun.